# تاريخانية جديدة

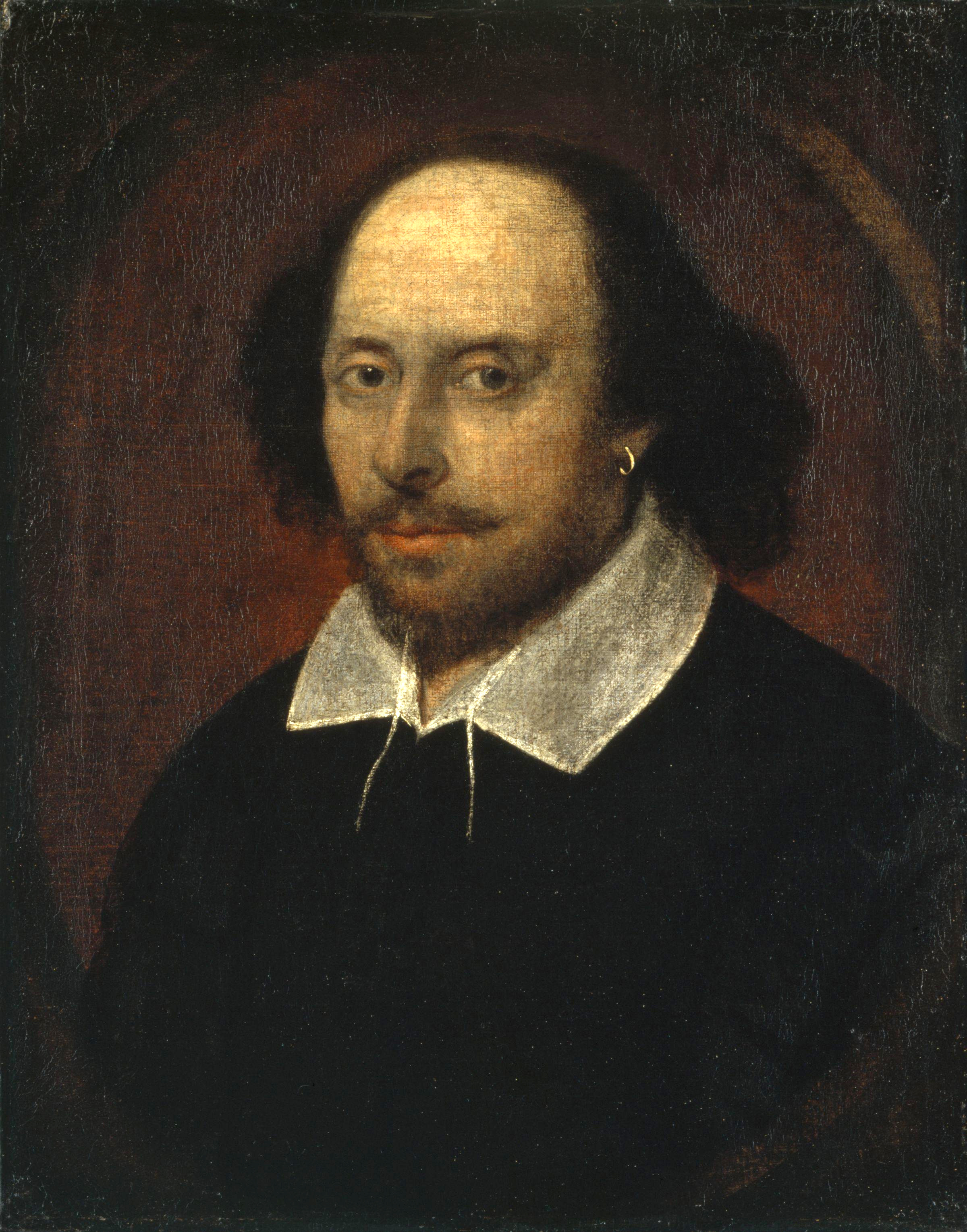

النزعة التأريخانية الجديدة (بالإنجليزية: New Historicism)‏ هي مدرسة من مدارس النقد الأدبي والنظرية الأدبية التي ظهرت لأول مرة عام 1980 في الولايات المتحدة الأمريكية مع أعمال الناقد الأدبي ستيفن جرينبلات في كتاب الصدى والأعجوبة عام 1990، والذي امتد تأثيرها قرابة العشر السنوات بعد ذلك. يرى جرينبلات أن التاريخانية الجديدة لا تفترض العمليات التاريخية على أنها غير قابلة للتغيير وعنيدة، ولكنها لا تميل إلى اكتشاف حدود أو قيود مفروضة على التدخل الفردي. جاءت هذه المقاربة النقدية استنادًا إلى فرضية أن العمل الأدبي ينبغي أن يكون نتاج زمان ومكان وظروف، أكثر من كونه نتاج عمل منفرد في خلقه. وكانت بمثابة ردة فعل ضد النظرية النقدية الحديثة في تحليلها الشكلي للنصوص الأدبية، والتي كانت محل اهتمام جيل جديد من القراء من منظور آخر. حاول التاريخيون الجدد فهم العمل الأدبي من خلال سياقه التاريخي وفهم التاريخ السياسي والثقافي من خلال الأدب، والذي يقود إلى علم جديد وهو تاريخ الأفكار. شارك التاريخيون الجدد أيضًا في دروس ميشيل فوكو، والذي تستند نظريته إلى دراسة حدود المعرفة الثقافية الاجتماعية ودراسة مجموعة متنوعة من الوثائق من أجل فهم الإبسمتية لفترة ما.
تهدف التاريخانية الجديدة إلى فهم العمل أو الأثر الأدبي ضمن سياقه التاريخي مع التركيز على التاريخ الأدبي والثقافي والانفتاح أيضًا على تاريخ الأفكار. وبالمثل يطمح في أن يكون الأدب أكثر حيادية تجاه الأحداث التاريخية، وأن يكون أكثر تفهمًا وإدماجًا لهذه الثقافات المختلفة. ولذلك اتربطت بمفهوم التاريخ والتطور التاريخي والثقافي وقراءة النصوص والخطابات التاريخية في ضوء مقاربة تاريخانية جديدة. وكانت تعني باستكشاف الأنساق الثقافية المضمرة، وانتقاد المؤسسات السياسية المهيمنة، وتقويض المقولات المركزية السائدة.